# Pasmo zaporowe filtru
Pasmo zaporowe filtru – umowny przedział częstotliwości o skończonej lub nieskończonej szerokości, dla którego filtr wnosi tłumienie nie mniejsze niż przyjęte minimalne tłumienie dla pasma zaporowego. Składowe widmowe sygnału wejściowego mieszczące się w przedziale częstotliwości pasma zaporowego są przez ten filtr tłumione.